# Château de San Fili
Le château de San Fili (en italien : Castello di San Fili) est un château de style baroque situé dans la commune de Stignano (ville métropolitaine de Reggio de Calabre), en Calabre.
Il a été construit au début du XVIIIe siècle par la famille Lamberti et fait l'objet d'une protection du ministère du Patrimoine culturel. 

## Historique
Le bâtiment a été construit entre 1711 et 1720 à la demande du capitaine Giuseppe Lamberti, patricien de la ville de Stilo, et conçu par Vincenzo Lamberti. La forteresse se dresse dans une zone autrefois appelée Feudo di San Fili, qui faisait partie du fief de l'Université de Stilo jusqu'au milieu du XVIIe siècle, lorsqu'elle fut achetée par le Napolitain Antonio Pulce puis revendue à Antonio Lamberti en 1696. Giuseppe Lamberti, le neveu d'Antonio, après sa construction, acheta la tour de guet voisine de San Fili en 1721. En 1894, le château et sa ferme furent vendus par la famille Lamberti à Ponziano Alvaro, qui transforma le bâtiment pour le rendre plus adapté à un usage résidentiel. 

## Description

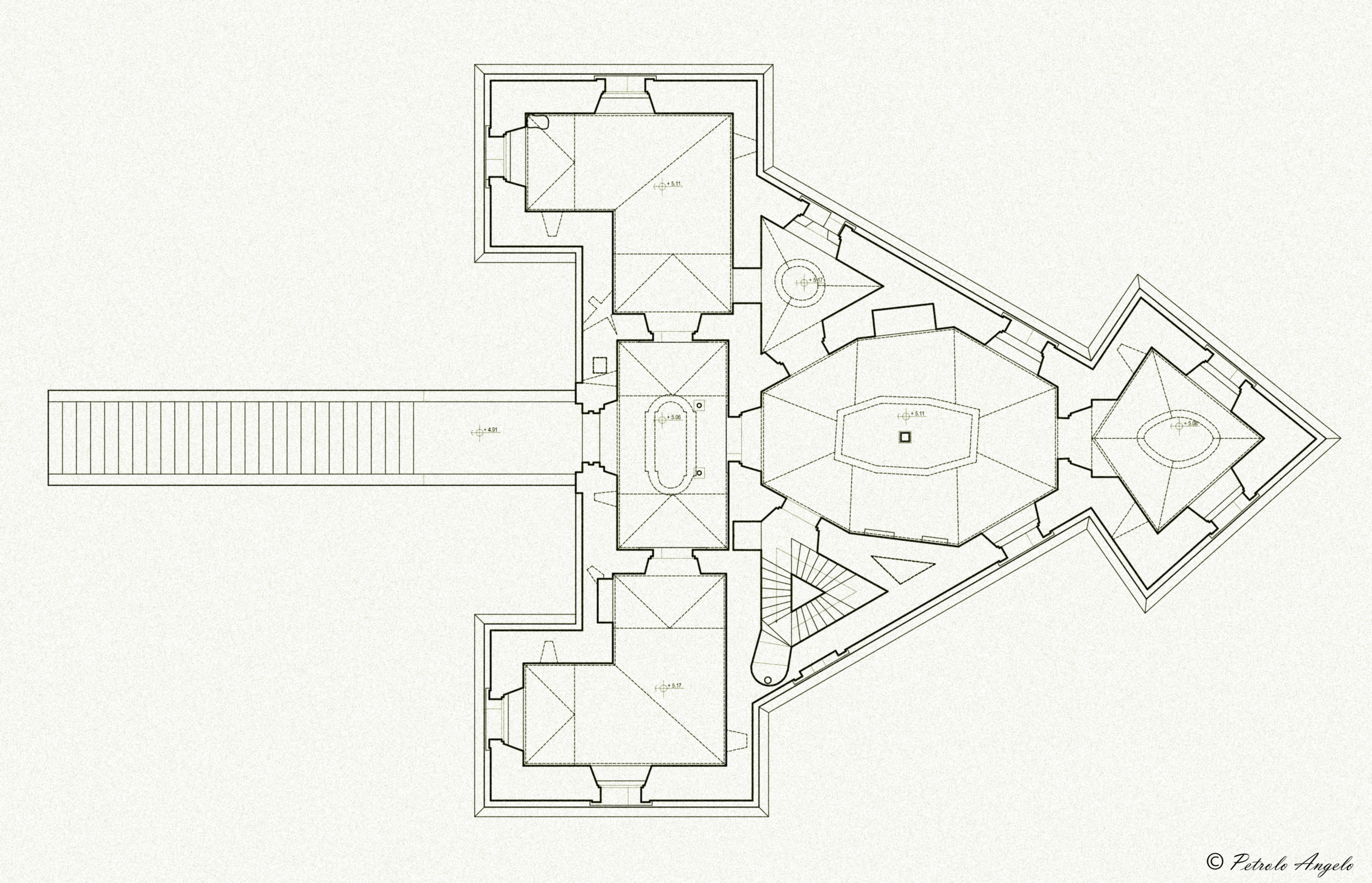
Plan du château.

Par certains détails, le château ressemble à un bâtiment basé sur les principes du génie militaire ou à un palais-forteresse. Le bâtiment comporte deux étages, un rez-de-chaussée et un étage supérieur. Les deux sont de dimensions modestes, confirmant leur utilisation seulement occasionnelle à des fins de représentation. Sur la façade principale, un escalier ouvert avec rampe droite permet d'accéder à l'étage supérieur. 
Il un plan triangulaire, aux angles duquel se trouvent deux tours rectangulaires et un bastion : les tours encadrent la façade principale, tandis que le bastion, qui ne sert que d'ornement, se trouve de l'autre côté, face à la mer. Le bâtiment possède une corniche marcapiano qui sépare les deux étages et par un entablement sommital avec architrave, frise et corniche.

## Galerie

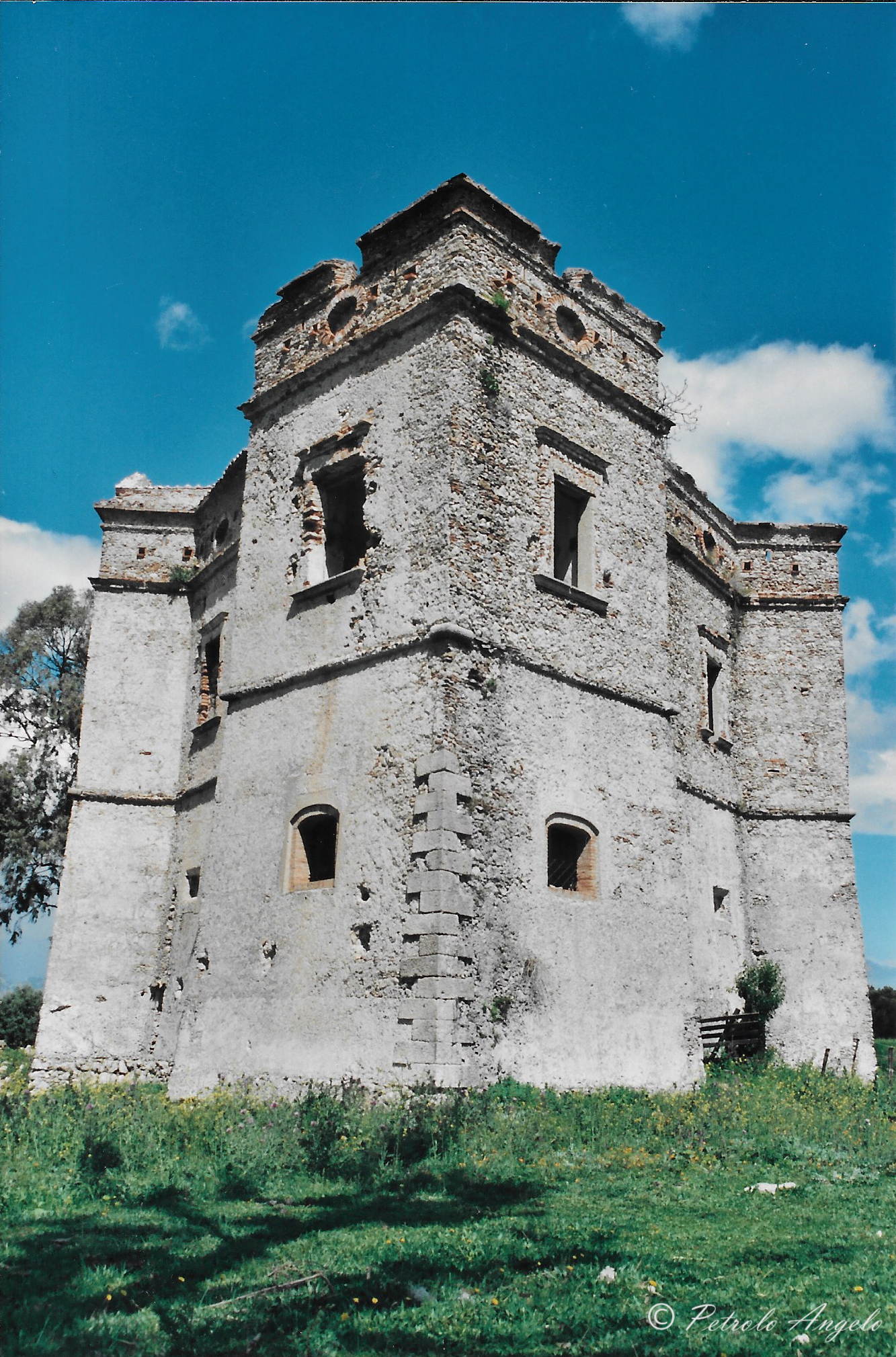
Le bastion arrière.
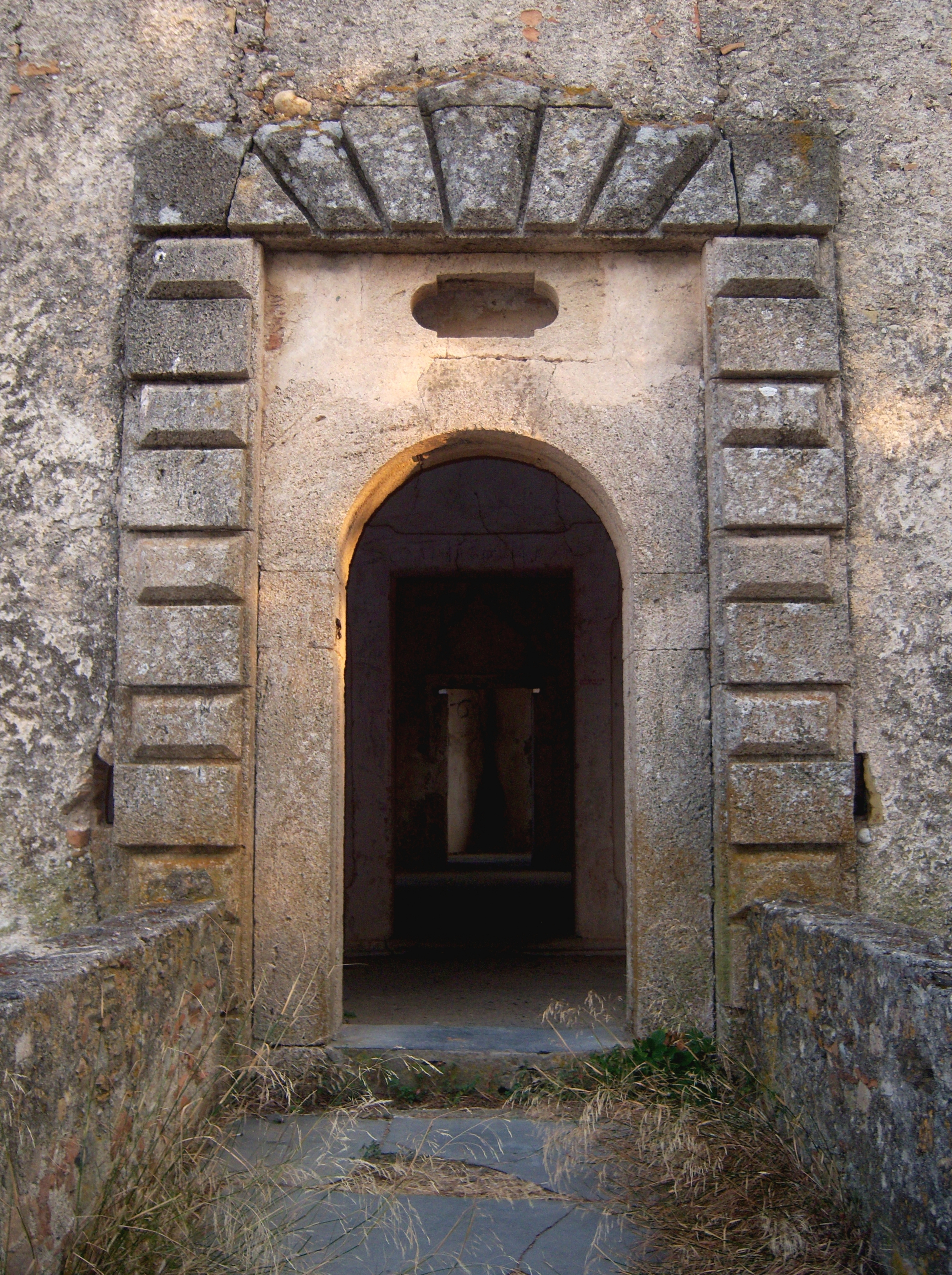
L'entrée du château.
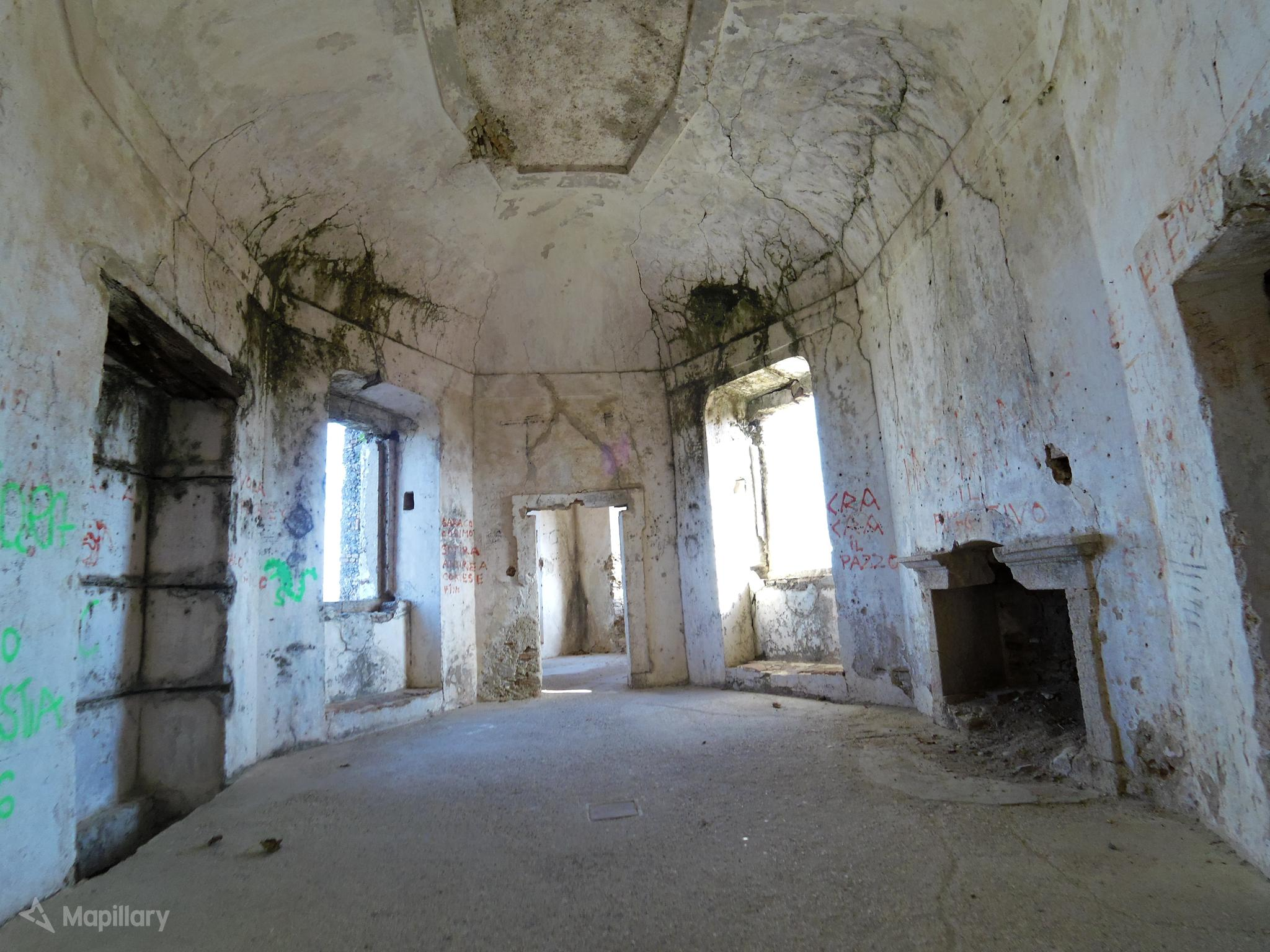
Une vue intérieure.
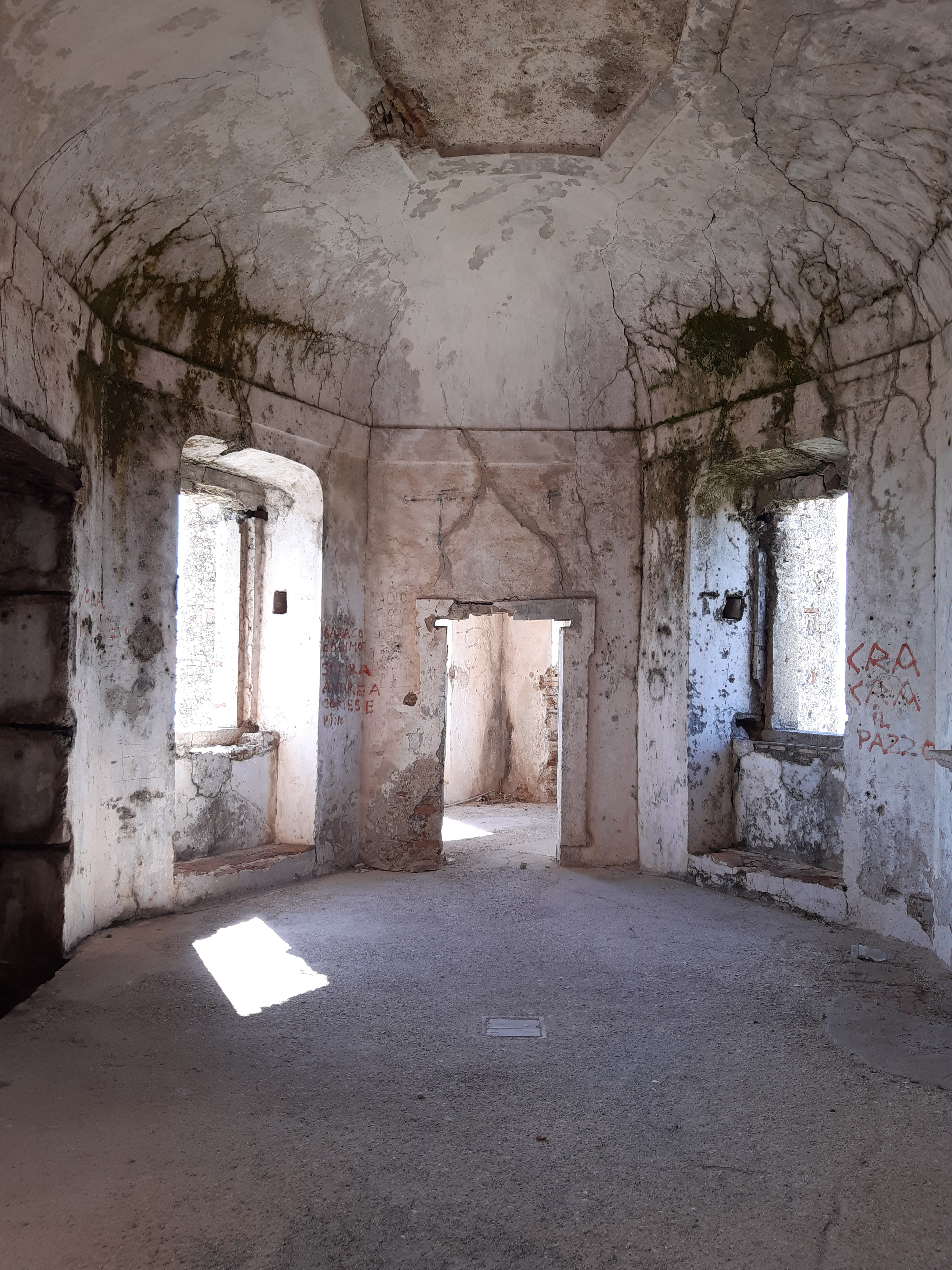
Une vue intérieure.